# Zacatepec (kommun)
Zacatepec är en kommun i Mexiko.   Den ligger i delstaten Morelos, i den sydöstra delen av landet, 90 km söder om huvudstaden Mexico City.
Följande samhällen finns i Zacatepec:
- Zacatepec
- San Antonio Chiverías
- Colonia el Paraíso
- Buenavista
- Colonia Poza Honda
- 10 de Abril
- Colonia Guadalupe Victoria